# Taty Eyong
 (avril 2023).
La mise en forme du texte ne suit pas les recommandations de Wikipédia : il faut le « wikifier ».
Les points d'amélioration suivants sont les cas les plus fréquents :
- Les titres sont pré-formatés par le logiciel. Ils ne sont ni en capitales, ni en gras.
- Le texte ne doit pas être écrit en capitales (les noms de famille non plus), ni en gras, ni en italique, ni en « petit »…
- Le gras n'est utilisé que pour surligner le titre de l'article dans l'introduction, une seule fois.
- L'italique est rarement utilisé : mots en langue étrangère, titres d'œuvres, noms de bateaux, etc.
- Les citations ne sont pas en italique mais en corps de texte normal. Elles sont entourées par des guillemets français : « et ».
- Les listes à puces sont à éviter, des paragraphes rédigés étant largement préférés. Les tableaux sont à réserver à la présentation de données structurées (résultats, etc.).
- Les appels de note de bas de page (petits chiffres en exposant, introduits par l'outil «  Source ») sont à placer entre la fin de phrase et le point final[comme ça].
- Les liens internes (vers d'autres articles de Wikipédia) sont à choisir avec parcimonie. Créez des liens vers des articles approfondissant le sujet. Les termes génériques sans rapport avec le sujet sont à éviter, ainsi que les répétitions de liens vers un même terme.
- Les liens externes sont à placer uniquement dans une section « Liens externes », à la fin de l'article. Ces liens sont à choisir avec parcimonie suivant les règles définies. Si un lien sert de source à l'article, son insertion dans le texte est à faire par les notes de bas de page.
- La présentation des références doit suivre les conventions bibliographiques. Il est recommandé d'utiliser les modèles {{Ouvrage}}, {{Chapitre}}, {{Article}}, {{Lien web}} et/ou {{Bibliographie}}. Le mode d'édition visuel peut mettre en forme automatiquement les références.
- Insérer une infobox (cadre d'informations à droite) n'est pas obligatoire pour parachever la mise en page.

Pour une aide détaillée, merci de consulter Aide:Wikification.
Si vous pensez que ces points ont été résolus, vous pouvez retirer ce bandeau et améliorer la mise en forme d'un autre article.
Taty Eyong, de son vrai nom Tatiana Jeanne Eyong Bengono, originaire de la région du centre Cameroun est une danseuse, chorégraphe, chanteuse, autrice-compositrice-interprète camerounaise. Son style musical est un mélange de fang bikutsi, d’afro jazz, de rythmes folkloriques, de soul et de blues. Elle compte un album, un maxi single et un single.

## Biographie
Taty Eyong de son vrai nom Tatiana Jeanne Eyong Bengono, originaire de la région du centre au Cameroun dans le département de nyong et mfoumou est est une danseuse, chorégraphe, chanteuse, autrice-compositrice-interprète camerounaise de fang bikutsi, d’afro jazz, de rythmes folkloriques, de soul et de blues,,. Elle chante en yembame sa langue maternelle, en français et en anglais.
Elle fonde la compagnie de danse Jade à Yaoundé et collabore en groupe avec Groove motion. Elle fait les chœurs de plusieurs chanteurs et musiciens camerounais lors des concerts et représentations à l'instar de Manu Dibango, Anne-Marie Nzié, Henry Njoh, André Manga, Belka Tobis, Kareyce Fotso, Danielle Eog, Thierry Sandjo, Henri Ngassa, Krotal et Sanzy Viany,,,,. En 2011, elle rejoint l'association Akang-art avec qui est se produit à divers spectacles. En 2014, elle intègre le groupe Nkul obeng en tant que chantre principal. Avec celui-ci, elle enchaîne les festivals et scènes du Cameroun et de France à l'instar du festival see and sea à Kribi, un festival de Marseille en France, le Kolatier, le Festi Bikutsi en 2017 à Yaoundé, Escale Bantoo en 2018, et Domaf en 2019 et 2022,,,,,.
Elle compte à son actif un maxi single titré C mon comme ça en 2017, un single Mfang eding en 2018 composé de trois titres et un album intitulé Envole-toi en 2019,. Elle se produit en solo sur la scène du centre culturel camerounais à Yaoundé en 2018 et celle de l'institut français du Cameroun antenne de Yaoundé lors de la présentation de son premier album en 2020 sous l'organisation de la maison de production PharEmpire. Dans l'album Envole-toi, elle fait intervenir des voix comme Lady Ponce, Sandrine Nnanga et Cysoul et des instrumentistes tel qu' Étienne Mbappé,.
En 2017, sur la scène du festibikutsi, elle reçoit le prix du spectacle.

## Discographie

### Single
- 2018 : Mfang eding

### Maxi single
- 2017 : C mon comme ça

## Scènes et spectacles
- 2017 : Festi Bikutsi
- 2017 : Festival See and Sea
- 2017 : Festival de Marseille
- 2017 : Le Kolatier
- 2018 : Escale Bantoo
- 2019, 2022 : Domaf

## Prix et distinctions
- 2017 : Prix du spectacle Festibikutsi[réf. nécessaire]